# Paladín
Los paladines (o doce pares) eran doce legendarios caballeros, guardianes y miembros principales de la corte de Carlomagno en el siglo VIII. Aparecen por primera vez en el ciclo de cantares de gesta de la denominada «materia de Francia» o ciclo carolingio, donde juegan un papel similar al de los Caballeros de la mesa redonda en el ciclo artúrico. En estos relatos románticos, los caballeros paladines representan a la cristiandad contra una invasión sarracena (musulmana) de Europa. Los nombres de los paladines varían entre las diversas fuentes, pero siempre hay doce de ellos (un número con asociaciones cristianas) comandados por Roldán (escrito Roland en francés y Orlando en italiano). La aparición más influyente ocurre en el Cantar de Roldán, escrito entre 1050 y 1115, que narra la heroica muerte de Roldán en la Batalla del Paso de Roncesvalles. 
La leyenda se basa en la invasión omeya de Gaula y el conflicto subsiguiente entre el Imperio Franco y el Emirato de Córdoba. Su base histórica son los servidores del officium palatinum de la corte merovingia del siglo VIII y acontecimientos como la batalla de Roncesvalles y el enfrentamiento de los carolingios con los omeyas de Al-Ándalus en la Marca Hispánica. A partir de su figura legendaria se creó la institución aristocrática de los Doce Pares de Francia.
Sin embargo, este término ha experimentado una evolución bastante significativa, desde un caballero que va en una cruzada en nombre de una orden militar hasta finalmente evocar un concepto más humanista de simple «caballero andante». Este matiz se aprecia en dos óperas de Antonio Vivaldi basadas en el mismo personaje : Orlando furioso y Orlando finto pazzo.
Los paladines siguieron siendo un tema popular a través de la literatura medieval francesa. La literatura del renacimiento italiano (siglos XV y XVI) introdujo más elementos fantásticos a la leyenda, que se volvería posteriormente un tema popular en las óperas en la música barroca de los siglos XVI y XVII. Durante el siglo XIX y comienzos del siglo XX el término empezó a usarse nuevamente fuera de la ficción para referirse a confidentes militares cercanos al servicio de líderes nacionales. Las descripciones modernas de los paladines como santos caballeros errantes o sanadores en el combate se origina en la clase de personajes del mismo nombre que apareció en Dungeons & Dragons en 1975.

## Etimología
La palabra proviene del latín palatinus («oficial del palacio»). El palacio en cuestión es la corte carolingia. La forma original en francés es palaisin.

## Versiones de la leyenda de los paladines
Los nombres de los doce paladines varían de romance a romance, y a veces se cuentan más de doce paladines. Todas las historias hablan de paladines con los nombres Roland (castellanizado Roldán) y Olivier u Oliver. Otros recurren a personajes como el Arzobispo Turpín, Ogier de Dane, Huon de Burdeos, Fierabrás, Renaud de Montauban y Ganelón
Las historias de los paladines de Carlomagno rivalizaron en popularidad con el ciclo artúrico de las historias del rey Arturo y los caballeros de la mesa redonda.
Ludovico Ariosto y Torquato Tasso, utilizaron en sus poemas épicos las hazañas de los paladines; y lo propio hizo Miguel de Cervantes en Don Quijote de la Mancha.
En lengua castellana hubo varias obras literarias que específicamente desarrollaban la leyenda de los paladines: en el siglo XVI apareció La historia del emperador Carlomagno y de los doce pares de Francia; en el siglo XVII, el poema épico El Bernardo, escrito en el Virreinato de la Nueva España, (hoy México), por Bernardo de Balbuena y publicado en las prensas de Diego Flamenco en Madrid en 1624.
Los doce paladines de Carlomagno, tal como aparecen en el Cantar de Roldán son:
- Roland — sobrino de Carlomagno y líder de los paladines
- Rhobar — amigo de Rafael y aliado más fuerte
- Gérin
- Gérier
- Bérengier
- Otton
- Samson
- Engelier
- Ivon
- Ivoire
- Anséis
- Girard
- Cecil

Los italianos Ariosto y Tasso nombraron a otros paladines:
- Orlando — Roland, sobrino de Carlomagno y líder de los paladines
- Oliver — rival de Roland
- Ferumbras — (Fierabrás), el Sarraceno que se hizo Cristiano
- Astolpho (castellanizado como Astolfo) — descendiente de Carlos Martel y primo de Orlando
- Ogier de Dane
- Ganelón el traidor, quien aparece en el Canto XXXII del Infierno de Dante Alighieri
- Rinaldo — Renaud de Montauban
- Malagigi — Maugris, un hechicero
- Florismart — amigo de Orlando
- Guy de Bourgogne
- Namo — (Namus o Naimon)
- Otuel — otro sarraceno convertido

## Evolución lingüística
El término "paladín", actualmente, se utiliza para referirse (principalmente en la ficción) a una persona que asume la tarea de defender o proteger algo.
El uso más habitual es en la expresión «Paladín de la justicia», para referirse a alguien que se dedica a lograr el cumplimiento de las leyes, sean éstas legales o legitimadas por la sociedad a la cual el paladín pertenece.

## Título Histórico

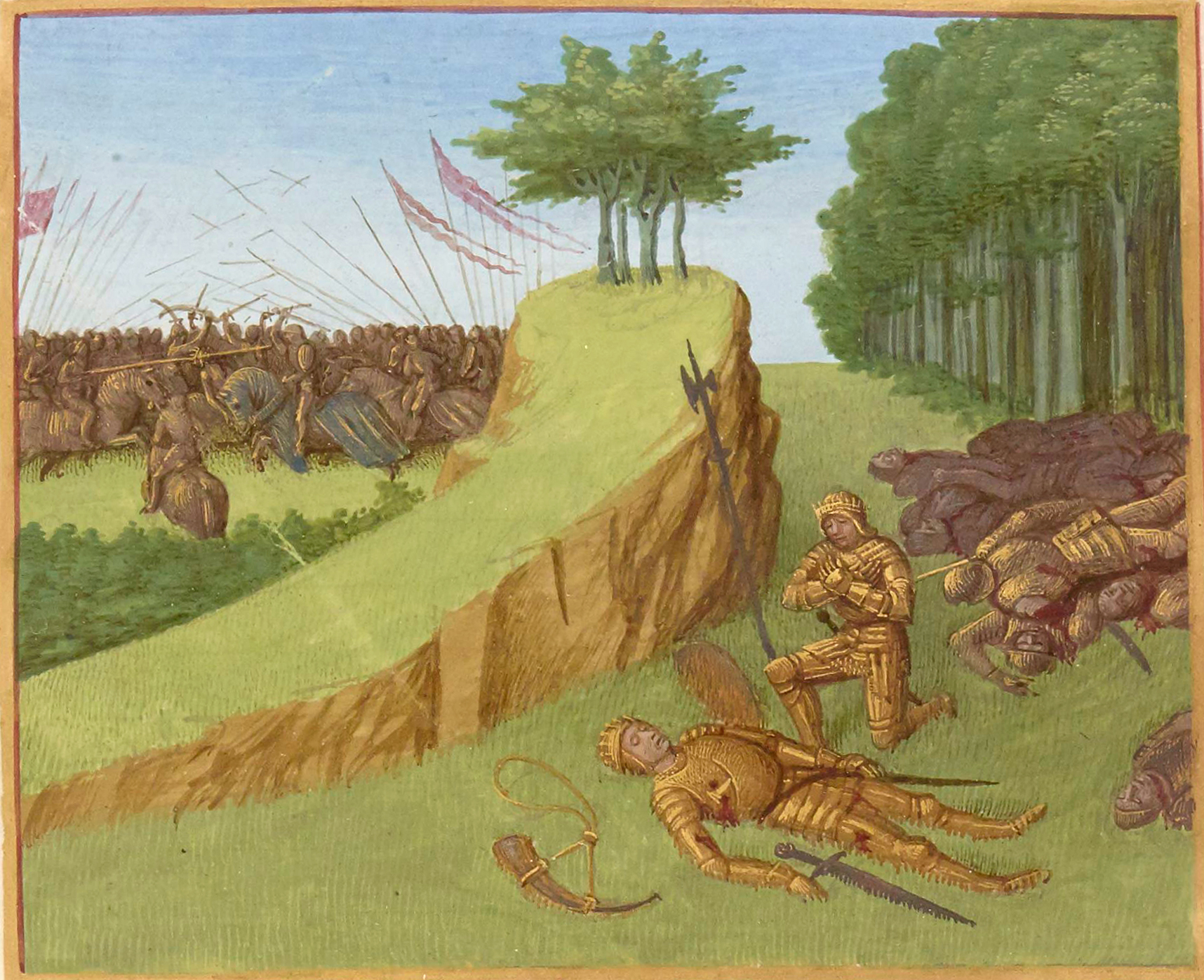
Batalla de Roncesvalles en 778. Muerte de Roldán, en las Grandes Crónicas de Francia, ilustradas por Jean Fouquet, Tours, hacia 1455-1460, BNF.

En la época imperial romana, un palatinus era uno de los más estrechos colaboradores del emperador, que vivía en la residencia imperial como parte de la casa del emperador. El título perduró en la época medieval, con el nombre de comes palatinus. Sin embargo, la grafía moderna de paladín se reserva ahora para los personajes de ficción de los cantares de gesta, mientras que la traducción convencional de comes palatinus es conde palatino. Tras la caída de Roma, comenzó a desarrollarse un nuevo tipo de título feudal, también conocido simplemente como palatinus. Los reyes francos de la dinastía merovingia (que reinó entre el 480 y el 750) empleaban a un alto funcionario, el comes palatinus, que al principio asistía al rey en sus tareas judiciales y, más tarde, desempeñó él mismo muchas de ellas. Otros condes palatinos se dedicaban a tareas militares y administrativas.
En el reino visigodo, el Officium Palatinum estaba formado por una serie de hombres con el título de condes que administraban los distintos departamentos de la casa real. El Comes Cubiculariorum supervisaba a los chambelanes, el Comes Scanciorun dirigía a los coperos, el Comes Stabulorum dirigía a las caballerías encargadas de los establos, etc. El reino ostrogodo mantenía también condes palatinos con títulos como Comes Patrimonium, que se encargaba de los bienes inmuebles patrimoniales o privados del rey, y otros. El sistema fue mantenido por los soberanos carolingios (que reinaron entre 751 y 987). Un capitular franco de 882 e Hincmaro, arzobispo de Reims, que escribe por la misma época, dan testimonio de hasta qué punto la labor judicial del Imperio franco había pasado a sus manos.
En lugar de permanecer cerca de la persona del rey, algunos de los condes palatinos eran enviados a diversas partes de su imperio para actuar como jueces y gobernadores, y los distritos gobernados por ellos se llamaban palatinados. Para la Alta Edad Media, el título de «conde» se hizo cada vez más común, hasta el punto de que tanto los grandes magnates que gobernaban regiones del tamaño de un ducado, como señores de castillos locales, podían autodenominarse «condes». Cuando los grandes magnates empezaron a centralizar su poder sobre los señores de los castillos locales, sintieron la necesidad de afirmar la diferencia entre ellos y estos «condes» menores. Por ello, varios de estos grandes magnates empezaron a denominarse «condes palatinos», significando grandes condes gobernando regiones equivalentes a ducados, como los condes palatinos de Champaña en el siglo XIII. El conde palatino del Rin ejercía de príncipe elector desde «tiempos inmemoriales» (Wigerico de Lotaringia se remonta a la época carolingia tardía), señalado como tal en una carta papal de 1261, y confirmado como elector en la Bula de Oro de 1356. Palatino también era utilizadp como título en el Reino de Hungría.

## Literatura medieval

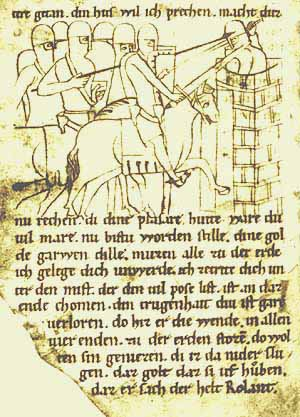
Rolando ataca el templo de Mahoma (Codex Palatinus Germanicus,)

En la literatura cortesana francesa del siglo XII, los paladines son los doce compañeros más cercanos a Carlomagno, comparables al papel de los Caballeros de la Mesa Redonda en el romance artúrico.
Los nombres de los doce paladines varían de un romance a otro, y a menudo se nombran más de doce. El número es popular porque se asemeja a los Doce Apóstoles (etc.). Entre los paladines siempre se nombran Roldán y Oliveros; otros personajes recurrentes son el arzobispo Turpín, Ogier el Danés, Huon de Burdeos, Fierabrás, Renaud de Montauban y Ganelón.
Sus momentos más grandes aparecen en el Cantar de Roldán (escrito entre c. 1040 y 1115), que describe su defensa del ejército de Carlomagno contra los sarracenos de Al-Ándalus, y su muerte en la batalla del paso de Roncesvalles debido a la traición de Ganelón. El Cantar de Roldán enumera a los doce paladines como Roldán, sobrino de Carlomagno y principal héroe entre los paladines; Oliveros, amigo de Roldán y su más firme aliado; y Gérin, Gérier (estos dos son asesinados en la misma laisse a manos del mismo sarraceno, Grandonie), Bérengier, Otton, Samson, Engelier, Ivon, Ivoire, Anséis, Girard. Otros personajes que no se consideran parte de los doce aparecen en el cantar, como el arzobispo Turpín y Ogier el Danés.
Los paladines figuran en muchos cantares de gesta y otros relatos asociados a Carlomagno. En Fierabrás (c. 1170), recuperan las reliquias sagradas robadas a Roma por el gigante sarraceno Fierabrás. En algunas versiones, Fierabrás se convierte al cristianismo y se une a las filas de los paladines. En La peregrinación de Carlomagno acompañan a su rey en una peregrinación a Jerusalén y Constantinopla para superar al emperador bizantino Hugo.

## Paladines en la cultura popular actual
En el siglo XX, el conocido juego de rol Dungeons & Dragons ofrece una clase de personaje llamada paladín, inspirada por las historias de Carlomagno. Muchos juegos de rol y videojuegos han seguido sus pasos y también disponen de una clase jugable de paladín, que en general es visto como un caballero sagrado con facultades de lucha cuerpo a cuerpo y capacidades curativas, defensa y represión de seres demoniacos. Algunas de las cualidades que se suelen asignar a los paladines son el heroísmo y la inflexibilidad en el cumplimiento de la ley y de las promesas.
También aparecen en Warcraft y más tarde en World of Warcraft, donde es una clase jugable.
En el mismo estilo, algunos juegos de cartas coleccionables disponen de cartas de Paladín. En el caso de Magic: el encuentro, existen varias.
En Age of Empires 2 también aparecen como una unidad de caballería pesada.
En Fate/Apocrypha aparece Astolfo como el Servant Rider of Black
En Final Fantasy XIV Paladín es una clase jugable.